# Hørve-Værslev Jernbane
Hørve-Værslev Jernbane (HVJ) var en dansk privatbane mellem Hørve og Værslev 1918-56.

## Historie
Med Odsherredsbanen (Holbæk-Nykøbing Sjælland) havde Odsherred i 1899 fået en god forbindelse med det østlige Sjælland og København, men der var stadig dårlig forbindelse med Vest- og Sydsjælland. Derfor opstod der et ønske om en jernbane mellem Odsherredsbanen og jernbaneknudepunktet Værslev, hvorfra der var forbindelse både med Kalundborg i vest og med Slagelse og Næstved i syd.
Strækningen Hørve-Værslev kom med i den store jernbanelov fra 1908, og der blev udstedt eneretsbevilling til Holbæk Amtsråd 26. marts 1914. Anlægsarbejdet blev påbegyndt i januar 1916 og var afsluttet i juni 1918. Anlægget voldte ikke særlige problemer, men det var dyre tider, så anlægget blev dobbelt så dyrt som beregnet.
Banen blev først indviet officielt 5. maj 1919, men allerede 14. juli 1918 kørte et særtog på banen med ca. 300 skytter og gymnaster, der skulle til fest i Kalundborg. Da et af banens væsentligste formål var at køre roer fra Odsherred til sukkerfabrikken Vestsjælland i Gørlev, blev der kørt et dagligt godstog fra oktober 1918.

## Strækningsdata
- Åbnet: 6. maj 1919
- Længde: 21,1 km
- Sporvidde: 1.435 mm
- Skinnevægt: 22,45 kg/m – disse skinner holdt i hele banens levetid
- Maks. stigning: 10 ‰
- Mindste kurveradius: 600 m
- Maks. hastighed: 45 km/t
- Nedlagt: 31. december 1956

## Standsningssteder
- Hørve station i km 0,0 – forbindelse med Odsherredsbanen, som varetog stationstjenesten.
- Bjerresø holdeplads i km 2,8. Fra 1933 Bjærgesø og fra 1949 Bjergesø. Lå 1 km nord for Vallekilde. Fra 1930'erne reelt nedrykket til billetsalgssted.
- Starreklinte station i km 4,9 ved Skippinge. Opkaldt efter landsbyen Starreklinte 4 km nordvest for Skippinge for at undgå forveksling med Skibbinge trinbræt på Mernbanen.
- Egemarke sidespor, i banens sidste år uofficielt trinbræt (navnet var trykt på kuponbilletterne).
- Føllenslev station i km 7,9 med postekspedition for Sejerø og Nekselø.
- Eskebjerg station i km 11,3.
- Enghave trinbræt (halvofficielt) fra 1930, nedlagt 22. juni 1936, da ministeriet forlangte perron og venteskur.
- Alleshave station i km 14,5 med et opland på Alleshave-halvøen, men ensomt beliggende.
- Kaltred holdeplads i km 17,0, senere Kaldred, fra 1950 trinbræt.
- Værslev station i km 21,1 2 km nord for landsbyen Værslev – forbindelse med Roskilde-Kalundborg-banen og Slagelse-Værslev-banen, begge drevet af DSB, der varetog stationstjenesten.

### Bevarede stationsbygninger
Banens stationsbygninger blev tegnet af arkitekt Olaf Petri, København. Der var to typer: den lille på 8 m × 10 m på holdepladserne Bjergesø og Kaldred og den større på de øvrige mellemstationer - her skulle bygningen have plads til postekspedition undtagen i Føllenslev, hvor banen opførte et separat posthus. Alle banens egne stationsbygninger samt remisen i Hørve er bevaret. Det gælder også Odsherredsbanens station i Hørve, hvorimod DSB's station i Værslev, tegnet af arkitekt A. Ahrens, blev revet ned i 1973.
- Hørve (remise): Nørregade 26
- Bjergesø: Bjergesøvej 8
- Føllenslev: Gl. Stationsvej 6
- Eskebjerg: Posthusvej 4
- Alleshave: Arnakkevej 33
- Kaldred: Eskebjergvej 106

Ejeren af Starreklinte Station har ønsket billedet slettet.

## Drift
Hørve-Værslev Jernbane havde fra starten driftsfællesskab med Odsherredsbanen (OHJ) og fik dermed hovedkontor og værksted i Holbæk. Sammen med Odsherredsbanen delte HVJ ledende funktionærer (driftsbestyrer, værkmester og overbanemester) med Høng-Tølløse Jernbane (HTJ). Herudover havde HVJ 16 ansatte i 1919, 9 i 1954.
De første år kørte man blandettog med damplokomotiver, som pga. rangeringen undervejs brugte 1 time og 15 minutter på at køre strækningen. Men HVJ var blandt de første til at købe en Triangel-motorvogn. "Caroline", som den blev kaldt, blev sat i drift 1. februar 1924. Den blev hurtigt populær, for den skulle kun bruge 40 minutter på turen, og den medvirkede stærkt til, at banen fik overskud de følgende to driftsår. Ellers var der underskud i hele banens levetid, dog mindre pr. bane- og togkilometer end hos OHJ og HTJ.
Fra 1. juni 1924 blev et dagligt togpar ført videre til Kalundborg. Dette forsøg fortsatte t.o.m. 1929 og blev gentaget fra 1. august 1934 til sommeren 1935. Det blev også forsøgt at lade enkelte vogne køre videre med toget til Nykøbing. Alligevel blev persontrafikken aldrig stor, oplandet var simpelthen for smalt og for tyndt befolket. Godstrafikken skuffede også, bortset fra roetransporterne til Gørlev.

## Strækninger hvor banetracéet er bevaret
En væsentlig del af banens tracé er bevaret som læbælter, men kun 1 km er tilgængeligt.
- Hovvejen ved Hørve
- Øst for Bjergesø
- Vest for Bjergesø
- Nordøst for Kaldred Station